# Snowscoot

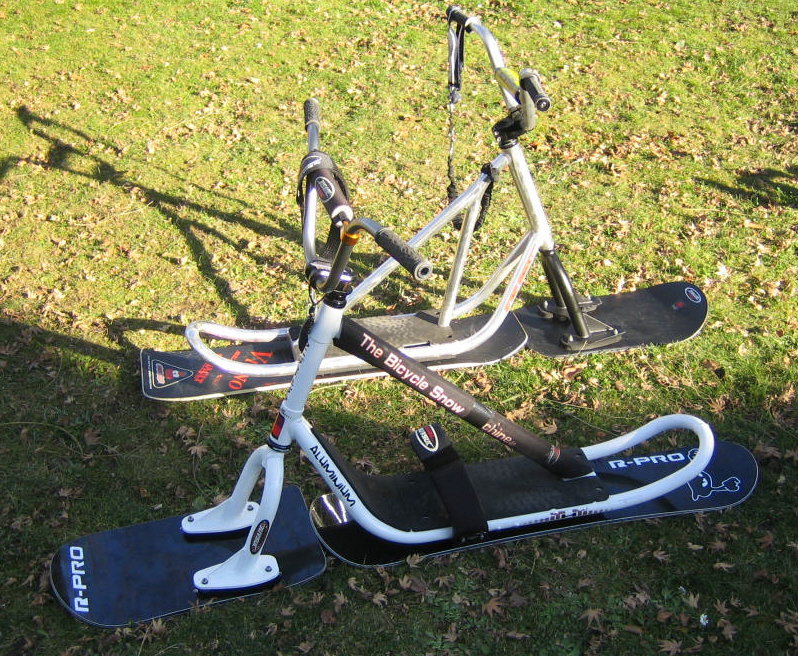
Snowscoots, modelos: blanc aluminium 2002, métal Sunn alu 1998

O snowscoot é um desporto de inverno nascido na década de 1990, e que se pratica deslizando sobre a neve com ajuda de um motor.
O snowscoot é um desporto de descida e pratica-se no mesmo ambiente que o esqui alpino ou o snowboard, em estâncias de esqui ou fora de pista, e em todas as condições de neve.
O snowscoot usa uma máquina composta por um motor e duas pranchas diferentes, semelhantes às do snowboard, com um volante.